# Sobekhotep IV
Sobekhotep IV was farao tijdens de 13e dynastie uit de Egyptische oudheid.

## Biografie
Sobekhotep IV is een van de bekendste Egyptische koningen van de 13e dynastie. Zijn broers Neferhotep I en Sahathor of Sihathor regeerden voor hem. Zijn vader was hogepriester Ha-Ankh-ef en zijn moeder Kemi. Op zijn stèle bij de grote tempel van Amon in Karnak beweert hij de geboren te zijn in Thebe.
Sommige bronnen vermelden dat er een militaire campagne naar Nubië is geweest. De Joodse schrijver Artapanus beweert dat onder zijn regering, de legende van Mozes plaatsvond.
De koning heeft tien jaar over Egypte geregeerd. Hij is bekend van verschillende monumenten, stèles, beelden, zegels en andere objecten. Ook zijn er bronnen uit zijn tijd die vermelden dat in opdracht van Sobekhotep IV gebouwd is in Abydos en Karnak.
De vrouw van de koning was Tjan en verschillende kinderen zijn bekend. Ook het koninklijk paleis is bekend. Zijn vizier was Neferkare Iymeru, de schatbewaarder was Senebi en hoogste officier was een zekere Nebanch.